# Triathlon vid europeiska spelen 2023
Triathlon vid europeiska spelen 2023 avgjordes mellan 27 juni och 1 juli 2023 i Zalew Nowohucki i Kraków i Polen. Triathlon återvände till europeiska spelen med mixstafett som en ny gren efter att tidigare funnits med i den första upplagan i Baku 2015.

## Medaljörer
| Gren       | Guld                                                                   | Silver                                                                  | Brons                                                         |
| Herrar     | Vetle Bergsvik Thorn (NOR)                                             | Shachar Sagiv (ISR)                                                     | Adrien Briffod (SUI)                                          |
| Damer      | Solveig Løvseth (NOR)                                                  | Julia Hauser (AUT)                                                      | Jolien Vermeylen (BEL)                                        |
| Mixstafett | Norge Vetle Bergsvik Thorn Lotte Miller Casper Stornes Solveig Løvseth | Storbritannien Barclay Izzard Sophie Alden Connor Bentley Sian Rainsley | Ungern Gergely Kiss Zsanett Bragmayer Gergő Dobi Márta Kropkó |

## Medaljtabell
*   Värdland ( Polen)
| Nr                  | Nation              | Guld | Silver | Brons | Totalt |
| ------------------- | ------------------- | ---- | ------ | ----- | ------ |
| 1                   | Norge               | 3    | 0      | 0     | 3      |
| 2                   | Israel              | 0    | 1      | 0     | 1      |
| 2                   | Storbritannien      | 0    | 1      | 0     | 1      |
| 2                   | Österrike           | 0    | 1      | 0     | 1      |
| 5                   | Belgien             | 0    | 0      | 1     | 1      |
| 5                   | Schweiz             | 0    | 0      | 1     | 1      |
| 5                   | Ungern              | 0    | 0      | 1     | 1      |
| Totalt (7 nationer) | Totalt (7 nationer) | 3    | 3      | 3     | 9      |